# 상록식물

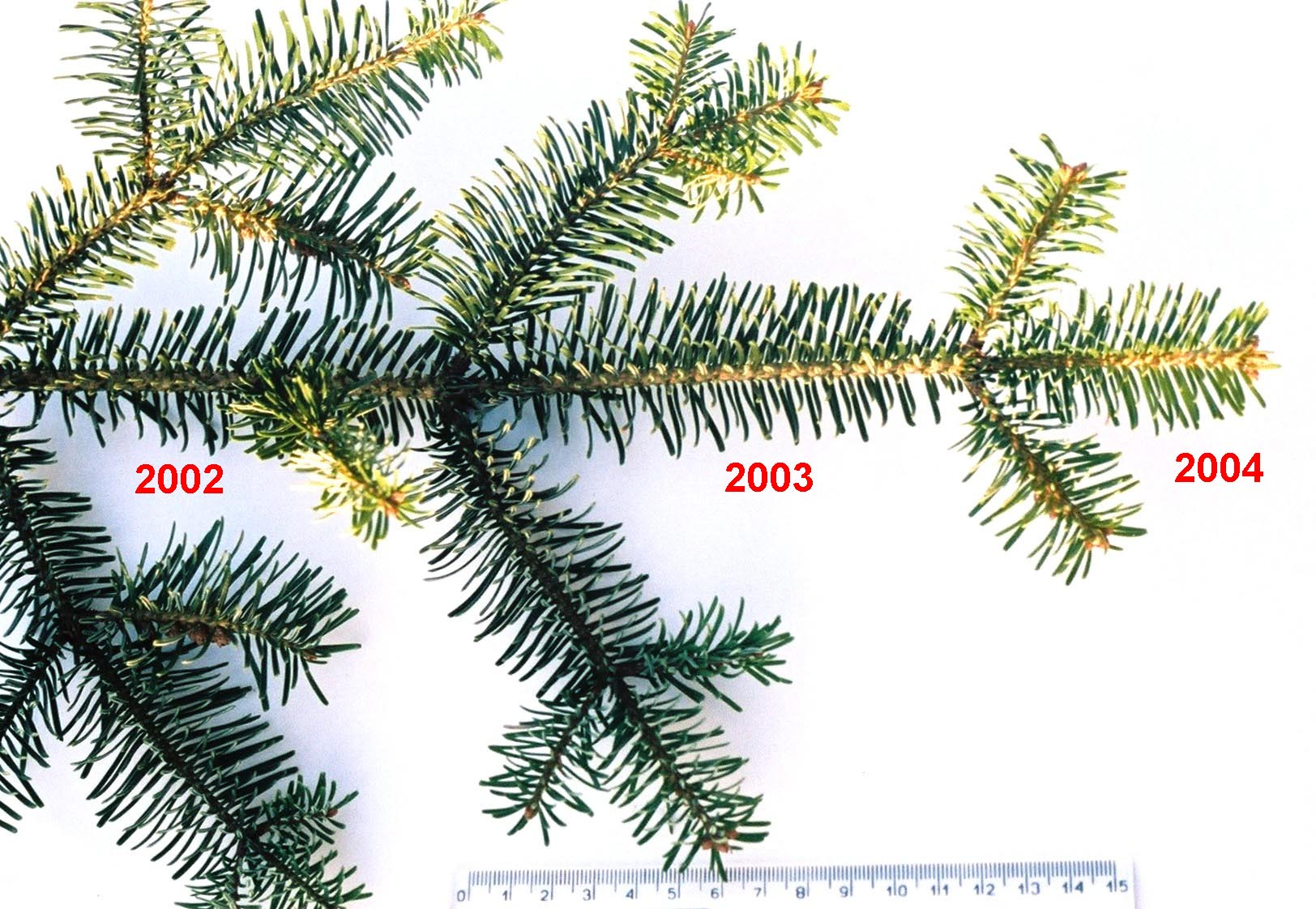
전나무의 순.

상록식물(常綠植物, 영어: evergreen plant)은 식물학에서 연중 늘 푸른 잎을 지니는 식물을 뜻한다. 식물이 따뜻한 기후에서만 나뭇잎을 가지는 경우에도 유효하며 이는 겨울이나 건기 중에 자신의 잎을 온전히 잃어버리는 낙엽성 식물과 대조된다. 나무와 관목에 각기 다른 수많은 종의 상록식물들이 있다. 상록식물은 다음을 포함한다:
- 대부분의 구과식물의 종 (예: 소나무속, 솔송나무, 블루 스프루스, 연필향나무), 하지만 전체는 아님 (예: 잎갈나무속)
- 라이브 오크(live oak), 감탕나무속, 고대 겉씨식물 (예: 소철류)
- 무상(frost-free) 기후의 대부분의 속씨식물 (예: 유칼립트, 우림 나무)
- 석송 및 관련 식물

두 명사가 연결된 라틴어 용어 sempervirens는 "항상 푸른"(상록)을 뜻하며 이는 식물의 상록의 본질을 가리키는데 이를테면 다음과 같다.
Cupressus sempervirens (사이프러스)
Lonicera sempervirens (허니석클)
Sequoia sempervirens (세콰이아)
상록식물의 잎의 지속성은 수개월에서 수십년에 이르기까지 다양하다. (피누스 론가에바의 경우 30년 이상).

## 같이 보기
- 에버그린